# Gnophos pallescens
Gnophos pallescens är en fjärilsart som beskrevs av Riabov och Vardikian 1964. Gnophos pallescens ingår i släktet Gnophos och familjen mätare. Inga underarter finns listade i Catalogue of Life.